# Joanna Johnson
Joanna Johnson (ur. 31 grudnia 1961 w Phoenix) – amerykańska aktorka, scenarzystka i producent wykonawczy, znana z ról Caroline Spencer (1987–1990, 2000–2001) i jej siostry bliźniaczki Karen Spencer (1991–1994, 2009, 2011–2014) w operze mydlanej CBS Moda na sukces.

## Życiorys
Urodziła się w Phoenix w stanie Arizona. Ukończyła studia na Uniwersytecie Południowej Kalifornii w Los Angeles na wydziale literatury angielskiej.
Karierę telewizyjną rozpoczęła od gościnnych występów w serialach: Mike Hammer (1984), Riptide (1985) i Strefa mroku (1986). Znalazła się też w obsadzie komedii grozy Killer Party (1986) u boku Martina Hewitta i Woody’ego Browna. Porównywano ją do młodej Cybill Shepherd.
Od 23 marca 1987 do lipca 1990 grała rolę Caroline Spencer Forrester, córkę Billa Spencera Sr. (Jim Storm) w operze mydlanej CBS Moda na sukces. W 1989 zdobyła nominację do Soap Opera Digest Award w kategorii „Znakomita bohaterka dnia”.
Była współproducentką czarnej komedii Petera Berga Gorzej być nie może (1998) z Christianem Slaterem, Cameron Diaz i Jeremym Pivenem, a także napisała scenariusz do komedii Richarda Benjamina Z kozetki na fotel (The Shrink Is In, 2001) z Courteney Cox i Davidem Arquette. Johnson była też producentką sitcomu ABC Hope i Faith (2003-2006).
28 kwietnia 2009 powróciła do Mody na sukces jako Karen Spencer, siostra bliźniaczka Caroline. Opuściła serial w listopadzie 2009, by od 22 lipca 2011 do 28 marca 2012 ponownie znaleźć się w produkcji jako Karen Spencer.
Była producentką i reżyserką serialu ABC Family The Fosters (2013–2018), który w 2014 otrzymał GLAAD Media Awards w kategorii „Najlepszy serial dramatyczny”.

## Życie prywatne
14 maja 2012, w wywiadzie udzielonym tygodnikowi „TV Guide” zdeklarowała się jako lesbijka. W 2008 poślubiła swoją partnerkę, Michelle Agnew. Para ma dwoje adoptowanych dzieci – syna Juliana (ur. 2007) i córkę Harlow (ur. 2010).

## Filmografia

### Obsada aktorska
- 1984: Mike Hammer jako Kerri
- 1985: Riptide jako Juliet Hafner
- 1986: Strefa mroku (The Twilight Zone) jako kobieta
- 1986: Killer Party jako Jennifer
- 1987–1990, 2001: Moda na sukces (The Bold and the Beautiful) jako Caroline Spencer Forrester
- 1991–1994, 2009, 2011, 2012-2014: Moda na sukces (The Bold and the Beautiful) jako Karen Spencer
- 2009: Za wszelką cenę (Make It or Break It) jako reporterka

### Scenariusz
- 2003–2006: Hope i Faith (Hope & Faith)
- 2001: Z kozetki na fotel (The Shrink Is In)
- 2009–2010: Za wszelką cenę (Make It or Break It)
- 2012: Paragraf Kate (Fairly Legal)
- 2013–2018: The Fosters

### Reżyseria
- 2013–2018: The Fosters

### Producent wykonawczy
- 1998: Gorzej być nie może (Very Bad Things)
- 2003–2006: Hope i Faith (Hope & Faith)
- 2012: Paragraf Kate (Fairly Legal)
- 2013–2018: The Fosters